# Rian (salle de cinéma)
Le Rian est une ancienne salle de cinéma de la ville de Rio de Janeiro, au Brésil. 
La salle a été créée à l'initiative de l'artiste et Première dame du Brésil Nair de Tefé von Hoonholtz, lorsque celle-ci s'est installée dans la capitale fédérale. Elle a ouvert ses portes le 28 novembre 1932 et a été démolie le 16 décembre 1983. 
Le cinéma était situé dans le quartier de Copacabana, au numéro 2965 de l'avenue Atlântica, la voie qui longe le bord de mer, entre les rues Constante Ramos e Barão de Ipanema. 